# Bradysia minpleuroti
Bradysia minpleuroti är en tvåvingeart som beskrevs av Yang och Zhang 2003. Bradysia minpleuroti ingår i släktet Bradysia och familjen sorgmyggor. Inga underarter finns listade i Catalogue of Life.